# Vuldersstraat

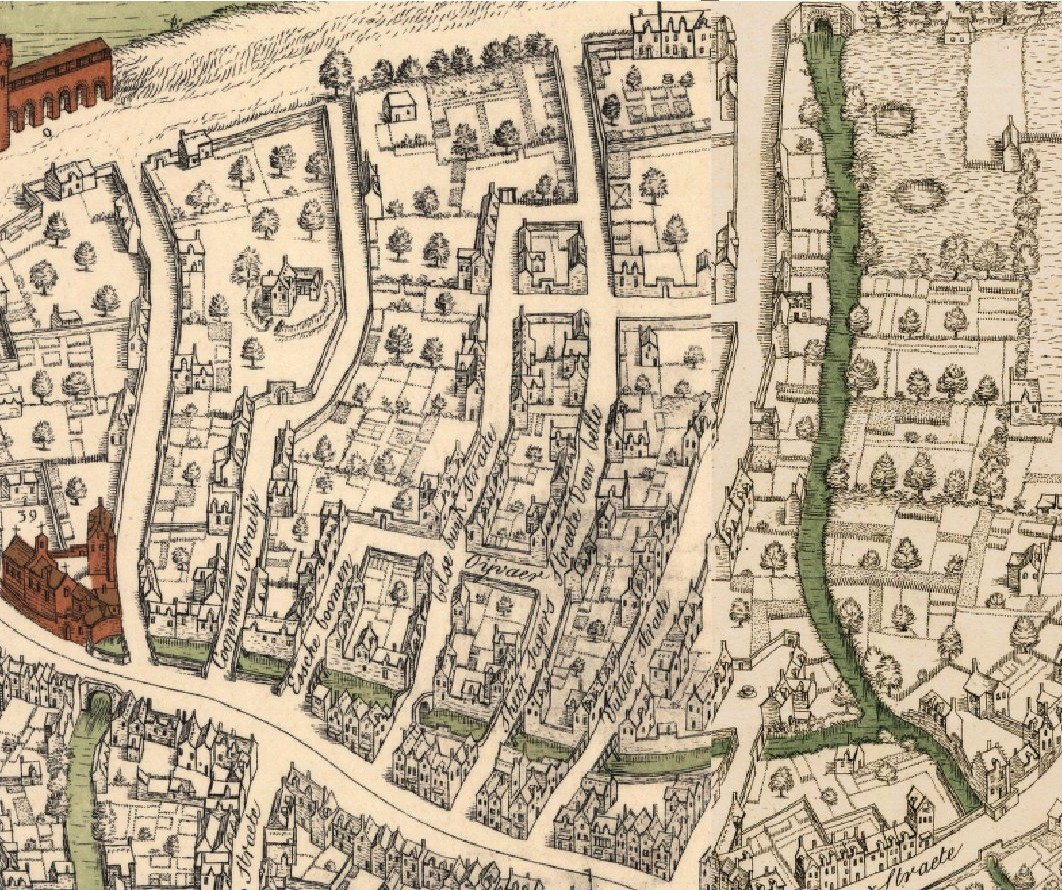
Uitsnede uit de kaart van Brugge door Marcus Gerards (1562) met daarop het Vuldersreitje en de Vuldersstraat

De Vuldersstraat is een straat in Brugge.

## Beschrijving
Vanaf de buitengracht en stadinwaarts liep een reitje, waarlangs zich heel wat vollers of vulders (= lakenbereiders) kwamen vestigen. Met vette klei bewerkten ze het laken om het te doen 'vervilten', wat wil zeggen de vezels tot een egale massa ineenwerken en het vuil of het vet verwijderen. De werkmethode vereiste veel water, zodat de nabijheid van een waterloop essentieel was. De waterloop waarlangs ze zich vestigden kreeg dan ook snel de naam van Vuldersreitje en de straat die ernaast tot stand kwam werd Vuldersstraat. De naam komt voor het eerst voor in 1305 als Vulrestrate.
Vuldersstraten waren in het graafschap Vlaanderen, meer bepaald in westelijk Vlaanderen, niet zeldzaam. In het zuidelijk deel van het oude Brugge had men de Korte Vuldersstraat. In andere steden en dorpen vond men eveneens Vuldersstraten, zoals in Adegem, Diksmuide, Eeklo, Mesen en Oostburg. De variant Voldersstraat is frequenter en komt voor in Dentergem, Oostrozebeke, Gent, Onkerzele, Brussel en Hamont-Achel; en in Nederland in Geldrop, Hoogeloon, Meerssen en Wijk bij Duurstede.
Het Vuldersreitje werd op het einde van de jaren 1960 overwelfd om voortaan als riool te dienen.
De straat werd in de loop van de eeuwen volgebouwd met bescheiden woningen en werd een volksbuurt. Dit werd nog geaccentueerd door het bouwen op binnengronden van twee zogenaamde 'forten': het 'Fort Het Waterpoortje' (vijf huisjes) en het 'Fort Van Eenoo' (vijf huisjes). In de tweede helft van de twintigste eeuw kwam er een opwaardering van de woningen en de erkenning voor sommigen van hun erfgoedwaarde.

## Een straat vol drankgelegenheden
De nabijheid van twee belangrijke kazernes bracht mee dat de Vuldersstraat, net als de Langestraat en andere straten in de buurt, heel wat cafés telde die zich op de militairen richtten. In de nochtans niet zo lange Vuldersstraat waren er dat in de negentiende eeuw bijna vijftig, hetzij in meer dan de helft van de huizen. In 1902 telde men nog 31 herbergen.
Ze droegen kleurrijke namen zoals Au soldat laboureur, Au Lion national, In het kanon, Aux trois musiciens, Au grand ballon, In de roozenboom, A la montagne d'or, Au cheval dressé, In den chasseur, In het klein vuldershuis, In den tambour-major, In de scheepvaert, In den grenadier, Au violon d'or en A l'union belge.
De verdwijning van de kazernes betekende ook het einde van deze cafés.